# 노랑털언덕쥐
노랑털언덕쥐 또는 커먼언덕쥐(Bunomys chrysocomus)는 쥐과에 속하는 설치류의 일종이다. 로레 린두 국립공원이 포함된 인도네시아 술라웨시섬에서만 발견된다.

## 특징
꼬리 길이 107~180mm를 제외한 몸길이가 97~176mm인 보통 크기의 설치류다. 발 길이는 31~40mm이고 귀 길이는 22~28mm, 몸무게는 최대 135g이다. 털이 무성하고 부드럽다. 등 쪽 털은 연한 갈색이지만 배 쪽은 연한 노란색을 띤다. 핵형은 2n=42, FN=58이다.

## 생태
땅 위에서 주로 생활하는 육상성 동물이다. 먹이는 개구리와 도마뱀과 같은 작은 척추동물과 열매와 벌레 등이다. 한 번에 1~2마리의 새끼를 낳는다.

## 분포 및 서식지
술라웨시섬에 널리 분포한다. 해발 200m와 1,500m 사이의 열대우림 일차림에서 서식하지만, 해발 최대 2,200m에서 발견되기도 한다. 황폐화된 산림에서도 나타난다.